# 2000년 3월
| 2000년: 1월 · 2월 · 3월 · 4월 · 5월 · 6월 · 7월 · 8월 · 9월 · 10월 · 11월 · 12월 |

| <          | 2000년 3월 | 2000년 3월 | 2000년 3월  | 2000년 3월 | 2000년 3월 | >          |
| 일         | 월         | 화         | 수          | 목         | 금         | 토         |
|            |            |            | 1 1.26 무오 | 2 27 기미  | 3 28 경신  | 4 29 신유  |
| 5 30 임술  | 6 2.1 계해 | 7 2 갑자   | 8 3 을축    | 9 4 병인   | 10 5 정묘  | 11 6 무진  |
| 12 7 기사  | 13 8 경오  | 14 9 신미  | 15 10 임신  | 16 11 계유 | 17 12 갑술 | 18 13 을해 |
| 19 14 병자 | 20 15 정축 | 21 16 무인 | 22 17 기묘  | 23 18 경진 | 24 19 신사 | 25 20 임오 |
| 26 21 계미 | 27 22 갑신 | 28 23 을유 | 29 24 병술  | 30 25 정해 | 31 26 무자 |            |

| 편집하기 |

## 2000년3월 26일
- 러시아 대통령 선거에서 블라디미르 푸틴이 당선되었다.

## 2000년3월 18일
- 2000년 중화민국 총통 선거에서 천수이볜이 당선되었다.